# Ribauè (Distrikt)

Der Distrikt Ribáuè in Mosambik

Ribauè ist ein Distrikt im Norden Mosambiks.

## Geographie
Ribauè liegt im Westen der Provinz Nampula. Im Norden grenzt Ribauè an den Distrikt Lalaua, im Süden an Murrupula und, jenseits des Rio Ligonha, an den zur Provinz Zambézia gehörenden Distrikt Alto Molocué. Westlich liegt der Distrikt Malema und östlich der Distrikt Mecubúri.
Der Distrikt ist nach seinem Hauptort Ribauè benannt und hat eine Fläche von 4894 km².
Ribauè wird durch Ebenen und Hochebenen der Chire-Namuli-Bergkette geprägt, die eine Höhe von 200 m bis 500 m erreichen. Sie werden immer wieder durch Inselberge unterbrochen. Die Vegetation besteht aus teilweise dichten, tropischen Wäldern. Durch den Distrikt fließen mehrere Flüsse. Der Lalaua entspringt in den höhergelegenen Gebieten von Iapala und mündet im Distrikt Mecubúri in den Lùrio. In den Lalaua mündet der im Distrikt entspringende Mepuipui, dessen Nebenflüsse Musse und Mecuasse ebenfalls ihre Quellen im Distrikt haben. Gleiches gilt für den Mecuasse, dem Nebenfluss des Monapo.
Die durchschnittliche Jahrestemperatur beträgt 20 °C, steigt aber zwischen Mai und Dezember über 26 °C. Die Bergregionen des Distrikts sind dabei aber kühler. In der Regenzeit von Dezember bis Mai fällt die jährliche Niederschlagsmenge von 1500 mm. Die durchschnittliche Luftfeuchtigkeit beträgt 65 %.

## Bevölkerung
Die Einwohnerzahl Ribauès lag bei der Volkszählung von 1997 bei 128.209 und wurde 2005 auf 153.794 geschätzt. Das entspricht einer Bevölkerungsdichte von 31,4 Einwohnern pro Quadratkilometer. 48 % der Bevölkerung ist weniger als 15 Jahre alt% sind Frauen.